# Ingå kyrka

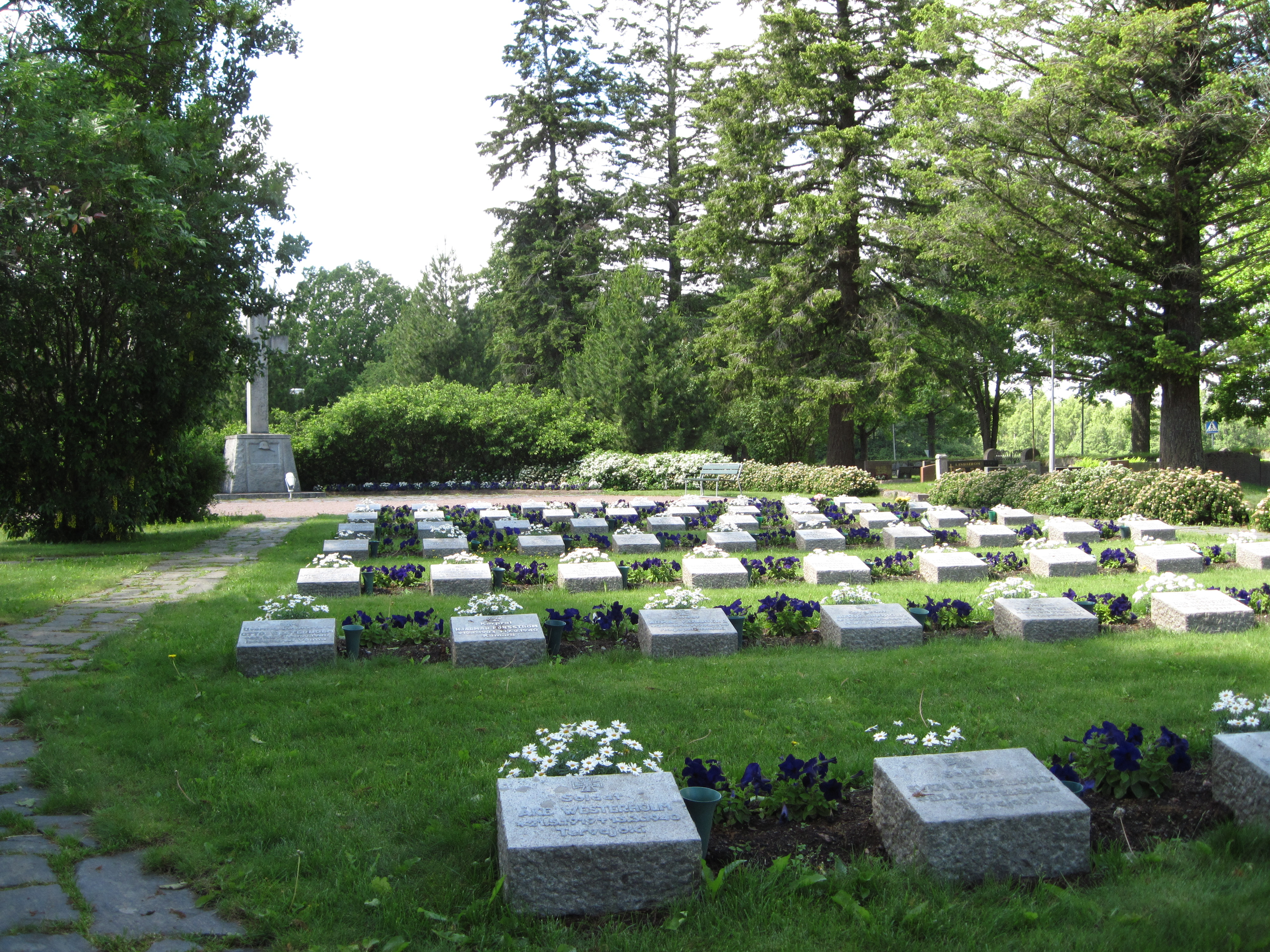
Ingå hjältegravar
För Fosterlandet 1939–1944

Ingå kyrka  (finska: Inkoon kirkko) är en medeltida kyrka som finns i Ingå i västra Nyland. Den tillhör Ingå församling

## Tidigare kyrkor
Ingå kyrksocken är en av de västnyländska stamsocknarna som härstammar från 1200-talet. Ingå nämns första gången år 1337. Tidigare träkyrkor har funnits. Delar av en äldre stenkyrka ingår i murarna till den nuvarande kyrkan.

## Nuvarande kyrka
Kyrkan har helgats åt sjöfararnas skyddshelgon S:t Nikolaus. Enligt analyser av murbruk och utgrävningar visar att kyrkan byggdes i tre omgångar. De äldsta delarna år från 1200-talet. Det senaste byggnadsskedet gav kyrkan det nuvarande utseende. Markus Hiekkanen anser att det första murningsarbetet utfördes tidigast på 1430-talet, Det andra skedet kom under 1400-talets senare del och det tredje troligen kring 1510. Tegelornamentet i östra gaveln, vilket avviker från andra medeltida kyrkors, består av ett horisontalt band med ett stort kors ovanför samt runda nischer grupperade på båda sidorna om korset.
Kyrkan har ett rektangulärt långhus. Sakristian finns på den norra väggen. Vapenhuset hade förfallit och revs på 1840-talet. Bastanta åttakantiga pelare delar kyrkan i två skepp. Kyrksalen har fyra traveer och sakristian enkla kryssvalv.
Efter reformationen målade man över väggmålningar, men man har senare restaurerat många av dem. På den norra väggen finns Finlands enda bevarade väggmålning av dödsdansen. De medeltida målningarna liknar målningarna i Lojo kyrka och Det heliga korsets kyrka i Hattula. De kan dateras till 1510-talet. 
Kyrkan har reparerats flera gånger. År 1632 förstörde ett åsknedslag kyrkans tak. Efter den ryska ockupationen under Stora ofreden fick kyrkan nya takstolar och nytt spåntak 1733-1734. Samtidigt sänktes gavlarna litet. 1818 gjordes tre nya fönsteröppningar och de andra fönstren förstorades under ledning av byggmästare Martti Tolppo.

## Inventarier
Kyrkan har ett krucifix från 1300-talet och väggmålningar från 1400-talet.

### Orgel
Fasaderna till orgeln som skaffades till läktarens i västra ändan byggdes enligt den svenska arkitekten Carl-Gustaf Blom-Carlsson
Den nuvarande orgeln har byggts 1989 av Åkerman & Lund Orgelbyggeri och har 21 stämmor.  

## Klockstapel
Klockstapeln byggdes bredvid kyrkan mellan 1739-1740.  

## Kulturlandskap
Museiverket har 2009 upptagit kyrkan och prästgården i listan över bebyggda landskap av riksintresse i Finland.